# Égée-Septentrionale
L’Égée-Septentrionale (en grec moderne : Βόρειο Αιγαίο) est une des treize périphéries (régions) de la Grèce. Elle est actuellement divisée en cinq districts régionaux, organisées autour des îles de Chios, Ikaria, Lemnos, Lesbos et Samos.
Elle était divisée avant le programme Kallikratis de 2010 en trois nomes : le nome de Lesbos (incluant Lemnos), le nome de Samos (comprenant Ikaria et Fourni) et le nome de Chios (avec Psara et Antipsara). Depuis le programme Kallikratis de 2011, cette région fait également partie du Diocèse décentralisé d'Égée.

## Géographie
C'est la périphérie la moins peuplée du pays (la République monastique du Mont-Athos, qui ne compte que 2000 habitants environ dispose d'un statut particulier et n'est pas une périphérie).